# Josef Chaim Sonnenfeld
Rabín Josef Chaim Sonnenfeld (1. prosince 1848? – 26. února 1932) byl jednou z nejdůležitějších postav ortodoxního života v Palestině. Společně s rabínem Jicchakem Jeruchamem Diskinem založil Charedi komunitu, která dnes funguje jako organizace Ha-eda ha-charedit a dává mimo jiné jeden z nejznámějších certifikátů na košer potraviny.

## Život
Narodil se ve Verbó v Uhersku (dnešní Vrbové, Slovensko). Byl žákem rabína Samuela Benjamina Sofera (Ktav Sofer), syna rabína Chatam Sofera, a také rabína Avrahama Šaga.
Byl znám svými disputacemi s rabínem Avrahamem Kookem.

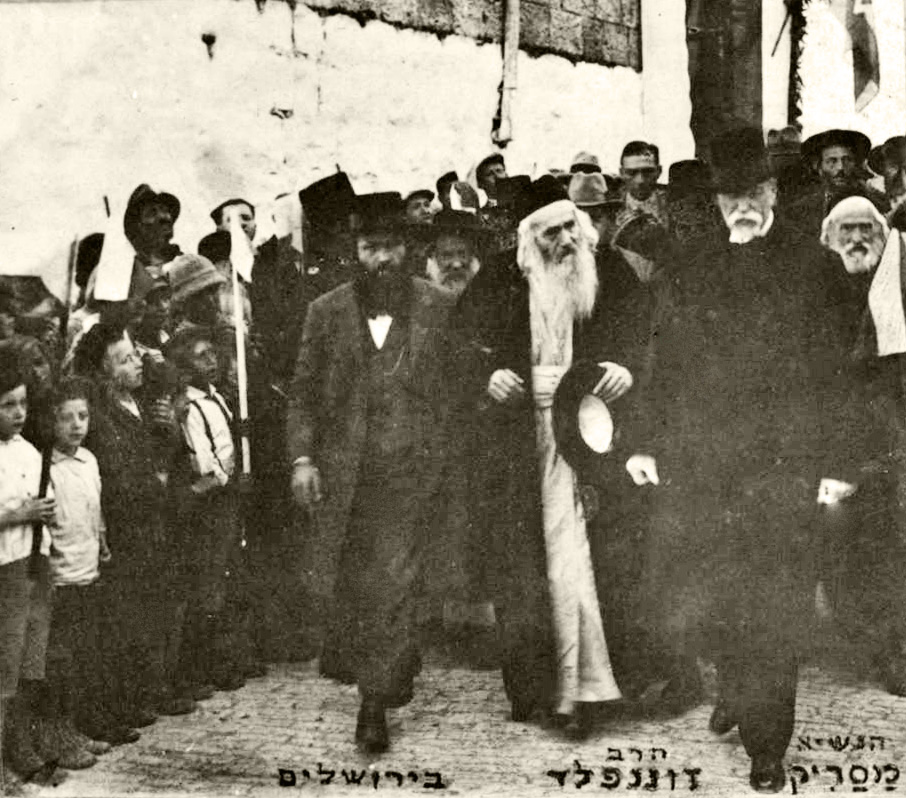
Rabín Sonnenfeld s Masarykem

Když v roce 1927 Tomáš Garrigue Masaryk navštívil mandátní Palestinu, vznikla jejich známá společná fotografie.
Napsal komentáře k Tóře, Talmudu, Šulchan Aruchu. V knize Salmat Chaim (Chaimův plášť) je soubor jeho respons.